# Paweł Nowok
Paweł Herman Nowok (ur. 2 stycznia 1942 w Rudzie) – polski polityk, związkowiec, poseł na Sejm III kadencji.

## Życiorys
Ukończył w 1965 Technikum Mechaniczno-Hutnicze dla Pracujących w Katowicach. Od 1959 do 1973 pracował w Hucie 1 Maja w Gliwicach, a następnie do czasu przejścia na emeryturę w 2000 był zatrudniony w Kopalni Węgla Kamiennego Halemba w Rudzie Śląskiej.
W 1980 przystąpił do „Solidarności”, był członkiem komitetu założycielskiego i komisji zakładowej związku. Po wprowadzeniu stanu wojennego zajmował się dystrybucją pism niezależnych (m.in. „Tygodnika Mazowsze”).
W latach 90. zasiadał w regionalnych władzach NSZZ „S”, przewodniczył KZ NSZZ „S” w KWK Halemba. Od 1997 sprawował mandat posła III kadencji wybranego z listy Akcji Wyborczej Solidarność. Działał w Ruchu Społecznym AWS. W 2001 bez powodzenia ubiegał się o reelekcję, a w 2003 wycofał się z działalności politycznej.
W 2010 kandydował do rady miejskiej w Rudzie Śląskiej z ramienia Ruchu Autonomii Śląska.

## Odznaczenia
Odznaczony Krzyżem Wolności i Solidarności (2017), Krzyżem Kawalerskim Orderu Odrodzenia Polski (2017) oraz Medalem Stulecia Odzyskanej Niepodległości (2019).